# Національний академічний драматичний театр імені Лесі Українки
Національний академічний драматичний театр імені Лесі Українки — драматичний театр у Києві, що займає приміщення колишнього театру Бергоньє на вулиці Богдана Хмельницького, 5.

## Історія

Меморіальна дошка Маркові Кропивницькому та його трупі на фасаді театру

1891 року у Києві з'явився перший постійний театр, антреприза режисера і актора Миколи Соловцова.
Акторський склад його трупи став базою Київського державного російського драматичного театру. Перші вистави трупа Соловцова показувала у приміщенні, де працює сьогодні театр імені Івана Франка.
У 1919 році театр «Соловцов» був націоналізований радянською владою та отримав назву «Другий театр Української радянської республіки імені Леніна».

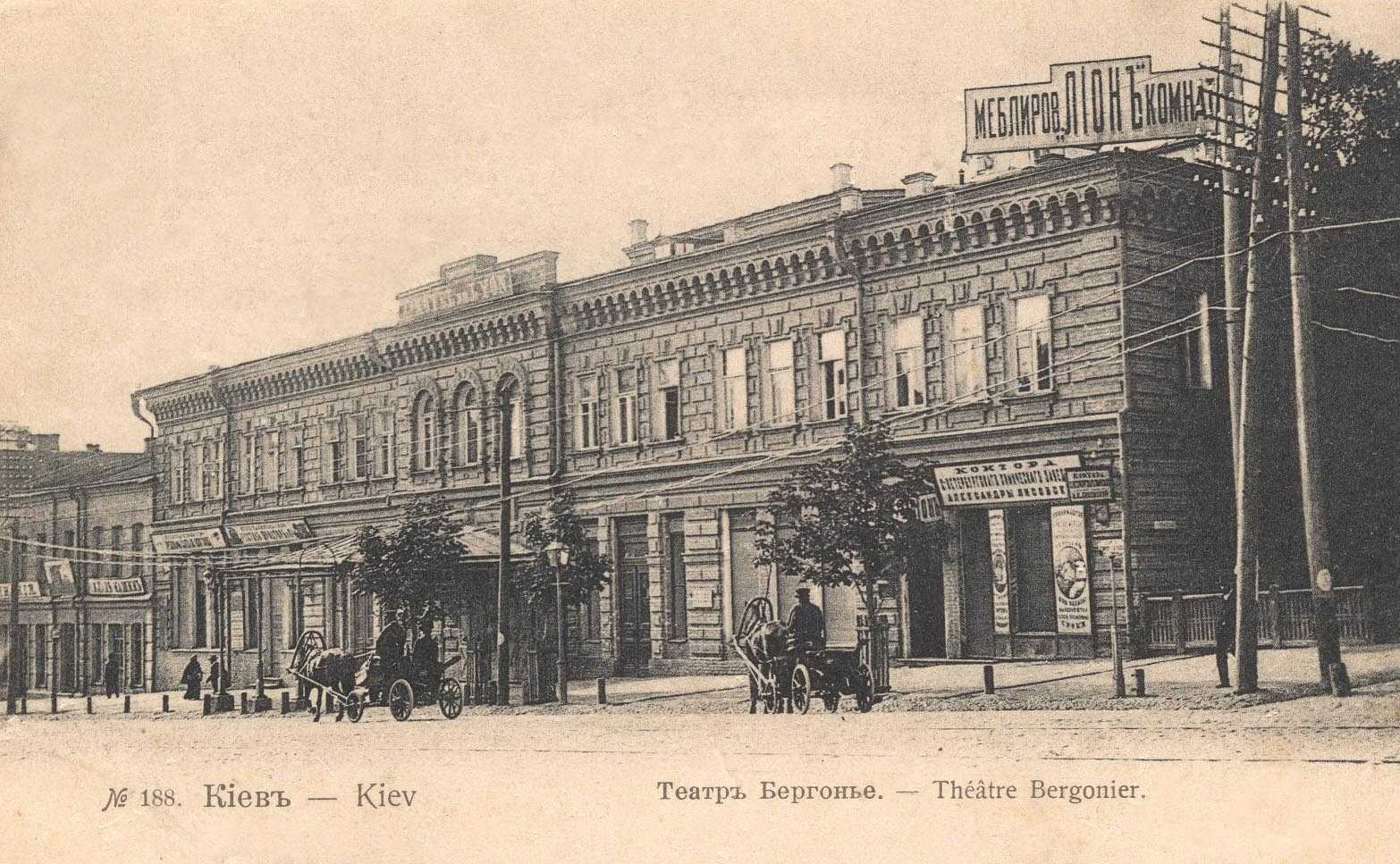
Будівля театру 1910 року. Тоді — Театр Бергоньє

Навесні 1924 року театр імені Леніна дав останню виставу в колишньої будівлі Соловцова, відзначивши 26 річницю перебування на цьому місці, і був закритий. Восени того ж року рішенням Київського окрвиконкому на його основі організовано Російську державну драму; 15 жовтня театр відкрив свій перший сезон у колишньому театрі Бергоньє, де знаходиться й тепер. Приміщення ж колишнього «Соловцова» було передано «Березолю» Леся Курбаса.
1941 року театру присвоєно ім'я Лесі Українки.
У 1972—1975 роках головним режисером був Ерін Борис Володимирович. З 1994 року до 30 грудня 2022 року театром керував народний артист України Михайло Резнікович.
Навесні 2022 року театр де-факто (а з 30 грудня 2022 року офіційно) очолив Кирило Кашліков.
Унаслідок російської агресії проти України в кінці лютого 2022 року колектив театру вирішив прибрати з назви слова «російської драми». Після липня 2022 року всі вистави театру перекладені й демонструються українською мовою.
Будівля театру є пам'яткою археології національного значення.

## Трупа
У національному академічному театрі імені Лесі Українки працювали актори Василь Арістов, Михайло Романов, Юрій Лавров, Марія Стрелкова, Лідія Карташова, Любов Добржанська, Микола Свєтловидов, Євгенія Опалова, Володимир Освецимський, Віктор Халатов, Валерія Драга, Валерія Заклунна-Мироненко (1966—2016), Михайло Білоусов, Сергій Філімонов (який у 1961 році заснував при театрі музей), Ніна Подовалова, пізніше — Віктор Добровольський, Олег Борисов (1951—1963), Алла Балтер (1961—1965), Моїсей Розін, Павло Луспекаєв, Кирило Лавров, Ада Роговцева (1958—1994), Валерій Сівач, Артем Ємцов (2007—2009, 2011—2017), режисери Костянтин Хохлов, Володимир Неллі, Микола Соколов, Леонід Варпаховський, Георгій Товстоногов, Ірина Молостова, художники Анатолій Петрицький, Мориц Уманський, Давид Боровський, Даніїл Лідер, Леон Альшиць, Михайло Френкель (1987—1995), Борис Лятошинський, Юрій Шапорін.
На сьогодні, працюють народні артисти України Лариса Кадочнікова, Наталія Кудря, Борис Вознюк, Кирило Кашліков, Олег Замятін, Надія Кондратовська, Олександра Єна та художниця Валентина Плавун.

## Репертуар

### Відомі вистави театру
- «Кам'яний господар» Лесі Українки з Ю. Лавровим, М. Стрелковою, М. Романовим
- «Живий труп» Л. Толстого з М. Романовим
- «Мораль пані Дульської» Г. Запольської і «Дерева помирають стоячи» А. Касони з дуетом Євгенії Опалової й Віктора Халатова
- «Варшавська мелодія» Л. Зоріна з Адою Роговцевою
- «Казка про Моніку» з Любов'ю Куб'юк, Анатолієм Хостікоєвим, Олександром Ігнатушею
- комедія Оскара Вайлда «Як важливо бути серйозним»
- «Чорні діви» у постановці Алли Рибікової, у ролях — Ірина Борщевська, Наталія Шевченко, Олена Червоненко

### ВиставиРомана Віктюкау театрі[4]
- 1987 р. — вистава «Священні чудовиська» за п'єсою Ж. Кокто з Адою Роговцевою.
- 1992 р. — вистава «Дама без камелій» за п'єсою Т. М. Реттінгана. За цю виставу режисер отримав низку нагород: премія «Київська пектораль» в номінаціях «Краща драматична вистава» та «Краща режисерська робота» та премія НСТД України «Тріумф».
- 1997 р. — вистава «Бульвар Сан-Сет» за мотивами кінострічки Б. Вайлдера за участі Ади Роговцевої, Євгена Паперного, Олександра Дзюби та Катерини Паперної.